# Lenco BearCat

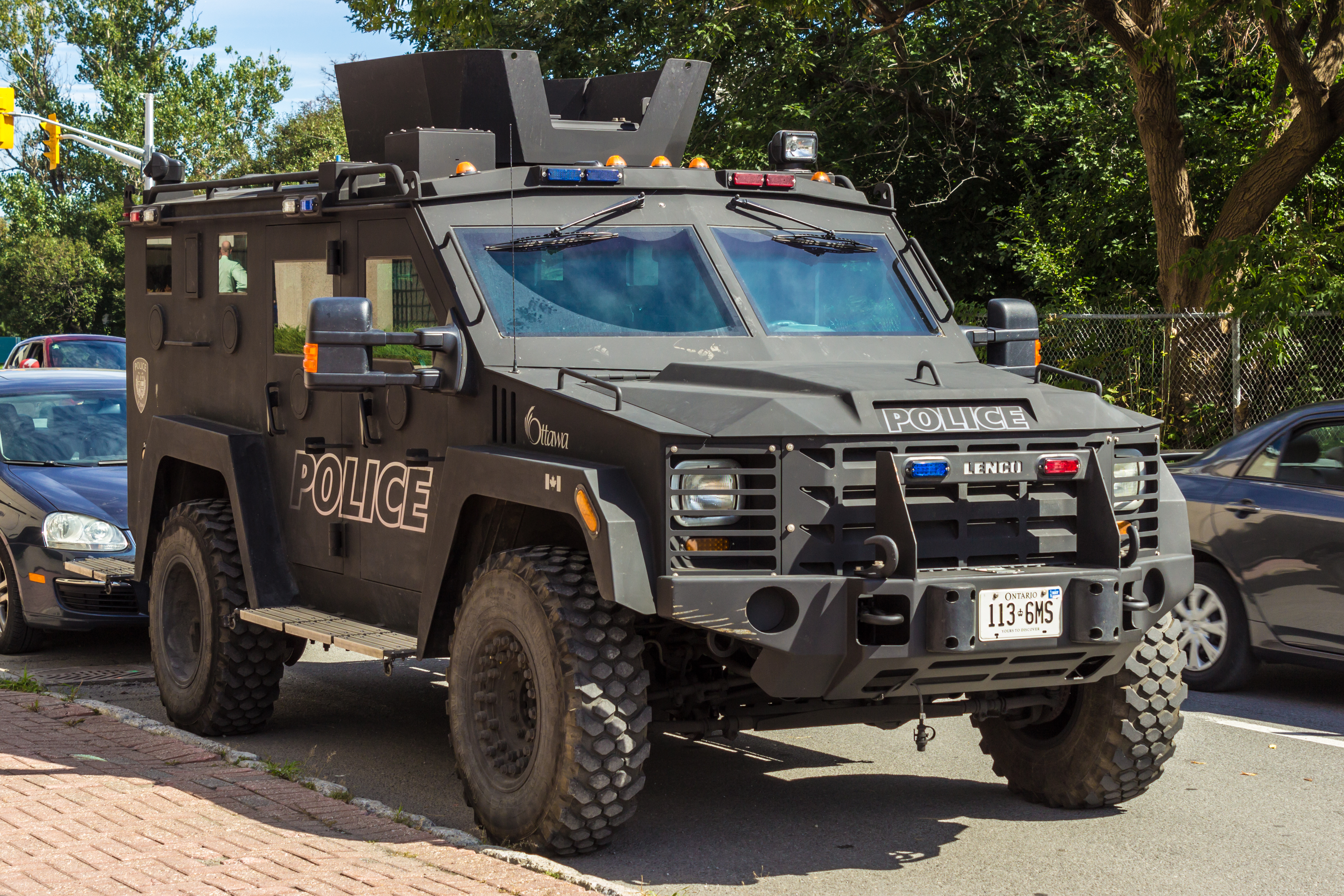
BearCat G3 der Polizei Ottawa

Der Lenco BearCat ist ein gepanzertes Sonderfahrzeug des US-Herstellers Lenco Industries, das für den Militär- und Polizeieinsatz (insbesondere SWAT) konzipiert ist. Es wird von mehreren Streitkräften und Strafverfolgungsbehörden auf der ganzen Welt eingesetzt.

## Geschichte
Seit 1981 entwickelt und produziert das in Massachusetts ansässige Unternehmen Lenco Industries, bekannt als Lenco Armored Vehicles, gepanzerte Fahrzeuge für Strafverfolgungsbehörden, Militär, Regierung und private Sicherheitskräfte.
Lenco hat mehr als 5.000 gepanzerte Fahrzeuge für den Einsatz in mehr als 40 Ländern weltweit hergestellt. Der Bearcat basiert auf dem Nutzfahrzeug-Fahrgestell des Ford F-550 Super Duty und wahlweise dem V10-Triton-Benzin- oder dem 6,7-Liter-Turbodiesel-Motor sowie einem Sechsgang-Automatikgetriebe. Die 0,5 bis 1,5 Zoll (12,7 bis 38,1 mm) dicke, gepanzerte Karosserie aus Stahl wird ergänzt durch Panzerglas mit Schutz gegen Beschuss aus Kalibern bis 7,62 × 51 mm NATO und/oder 12,7 × 99 mm NATO (.50 BMG), das auch für Mehrfachtreffer geeignet ist, explosionssicherem Boden, Schießscharten und Dachluken.
Der erste BearCat wurde im August 2001 als Nebenentwicklung des größeren Lenco B.E.A.R. entworfen und mit Unterstützung des Special Enforcement Bureau (SEB) des Los Angeles County Sheriff’s Department als aktualisierte und verbesserte Version ihres militärischen Cadillac Gage Ranger („PeaceKeeper“) fertiggestellt.

## Einsatz
Der Hauptzweck von BearCats der Strafverfolgungsbehörden besteht darin, Sondereinsatz-Teams (SWAT/Special Reaction Teams) in und aus feindlichen Situationen zu transportieren, der Bergung und dem Schutz von Zivilisten in Gefahr zu helfen und bei terroristischen Bedrohungen Geiselnahmen oder Begegnungen mit großen Ansammlungen von Angreifern zu schützen. Der BearCat soll Schutz vor einer Vielzahl von Bedrohungen durch Kleinwaffen, Sprengstoffe und unkonventionelle Spreng- oder Brandvorrichtung (USBV) bieten. Wie sein größerer Bruder, der B.E.A.R., kann der BearCat mit dem mobilen verstellbaren Rampensystem „MARS“ ausgestattet werden, das  den Zugang zu erhöhten Plattformen wie Fenstern im zweiten Stock oder zu Flugzeugen ermöglicht.
Den Lenco BearCats wird zugeschrieben, dass sie mehrfach Spezialeinheiten bei bewaffneten Auseinandersetzungen das Leben gerettet haben. Im Jahr 2010 feuerte ein Mann in Athens, Texas, während einer Schießerei mit der Polizei 36 Schüsse aus einem halbautomatischen AK-47-Gewehr ab, von denen einen BearCat mehrfach getroffen wurde.  Tyler-PD-SWAT-Kommandant Rusty Jacks sagte, dass die BearCats „den Beamten erlaubte, sich sicher dem Haus zu nähern, und sie vor schwerem Beschuss durch ein sehr starkes Gewehr schützte“. Im Juni 2012 wurde ein BearCat des Central Bucks Emergency Response Teams während einer Belagerung von 28 Schüssen aus einem großkalibrigen Gewehr getroffen, ohne dass Projektile den Panzerschutz durchdrangen. Im November 2015 wurde ein BearCat von der Polizei zur Rettung von Zivilisten während der Schießerei auf Planned Parenthood in Colorado Springs eingesetzt. Bei einem Vorfall am 29. Dezember 2015 wurde der BearCat des County Sheriff's Office von Oklahoma County zwischen vier und sieben Mal mit einem Gewehr beschossen. Sheriff Whetsel wurde mit den Worten zitiert, der BearCat habe den Beamten das Leben gerettet. Am 12. Juni 2016 wurde ein BearCat eingesetzt, um in den Nachtclub Pulse einzudringen, nachdem ein Schütze 49 Besucher erschossen und 53 weitere verletzt hatte.

## Varianten
Derzeit gibt es neun Varianten des BearCat, ausgerüstet mit einzigartigen Funktionen und für besondere Zwecke oder Kunden konzipiert.
- Militär – Militärversion
- LE – Strafverfolgungsversion
- G3 – Offroad-Variante für die Polizei
- VIP/SUV – gepanzertes Fahrzeug für diplomatische Missionen
- Medevac LE – gepanzertes medizinisches Evakuierungsfahrzeug (Strafverfolgung) „MedCat“ – ausgestattet mit zwei medizinischen Sänften, Sauerstofftanks, einem beleuchteten Arbeitsplatz und Fächern für medizinische Versorgung und Ausrüstungsaufbewahrung.
- Medevac Mil – gepanzertes medizinisches Evakuierungsfahrzeug (Militär) „MedCat“ – konzipiert für die taktische Kampfunfallversorgung (TC3), ausgestattet mit den gleichen Funktionen wie der MedCat LE mit vier medizinischen Sänften.
- Crowd and Riot Control Version zur Aufstandsbekämpfung oder Krawalle
- G4 – gepanzertes Geländefahrzeug (All-Terrain-Vehicle / Generation 4)
- EOD (Explosive Ordnance Disposal) – gepanzertes Fahrzeug „BombCat“ für Bombeneinheiten mit Platz für einen großen Bombenentschärfungsroboter, mit herunterklappbarer Rampe und hydraulisch gesteuerter Plattform für den Einsatz. Auf Anfrage können auch eine auf dem Dach montierte Zoomkamera mit Szenenbeleuchtung, eine Wärmebildkamera, CBRNE-Ausrüstung und fortschrittliche Kommunikationssensoren enthalten sein.[6][7]

## Extras
Die BearCat-Serie kann auf Wunsch mit einer Vielzahl nicht standardmäßiger Funktionen ausgestattet werden, beispielsweise den Plattformsystemen Liberator und ARC von Patriot3, Inc., um taktischen Einheiten den Zugang zu erhöhten Strukturen (mehrstöckige Gebäude, Schiffen an Docks, Flugzeugen) zu ermöglichen Geiselnahme oder terroristische Situationen. Die Polizei Los Angeles rüstet zusammen mit vielen anderen lokalen und staatlichen Strafverfolgungsbehörden eines seiner vier gepanzerten Lenco-Fahrzeuge mit einem solchen System aus.
Zu den Funktionen von BearCat gehören:
- Notbeleuchtung/Sirenen
- drehbare Dachluke
- optional angetriebene Türme mit oder ohne ballistische Glasscheiben und Explosionsschutzschilde
- Geschützpforten
- elektrische Winden
- Trittbretter
- Schutz vor chemischen, biologischen, radiologischen, nuklearen und hochexplosiven Sprengstoffen (CBRNE)
- Rückfahrkamera
- Gemeinsame ferngesteuerte Waffenstation (CROWS)
- Rammbockaufsatz
- Einsatzdüse für CS-Gas (Tränengas).
- Strahlungsdetektionssysteme
- Thermografische Kamerasysteme
- Spot-/Flutlichter

## Nutzer

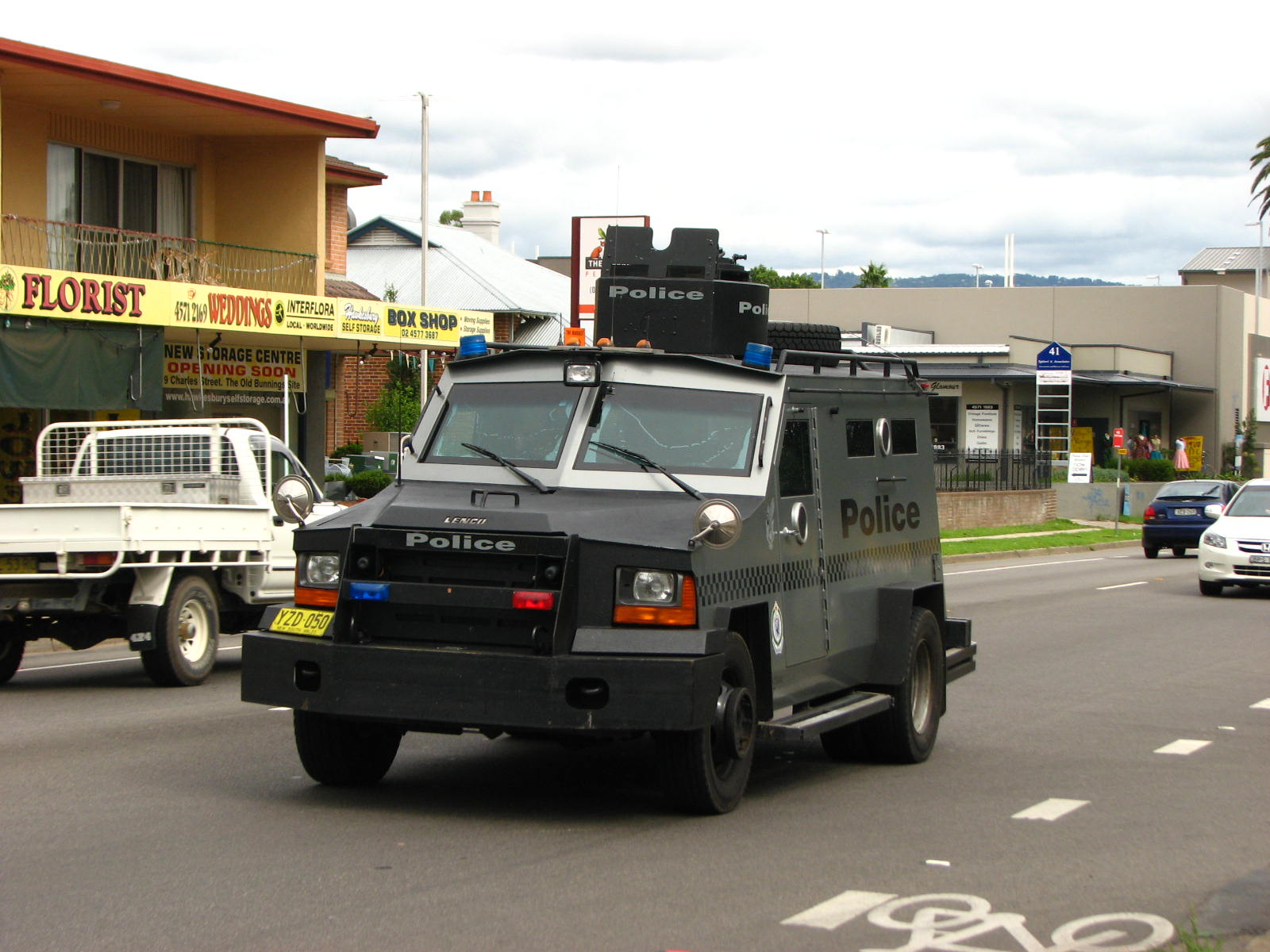
Lenco BearCat der Spezialeinheit der Polizei von New South Wales

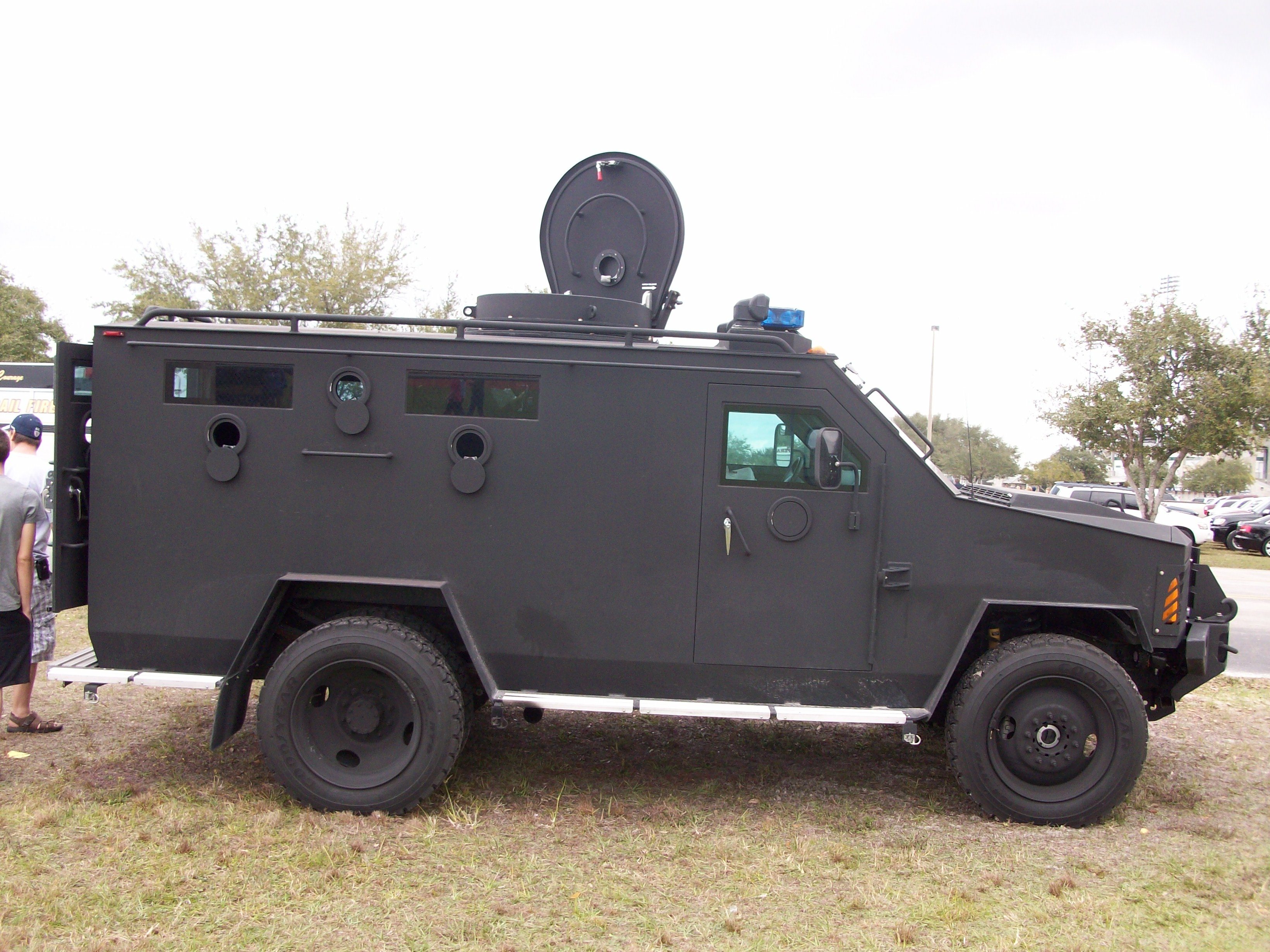
Lenco BearCat des SWAT-Teams der Polizei von Lee County (Florida)

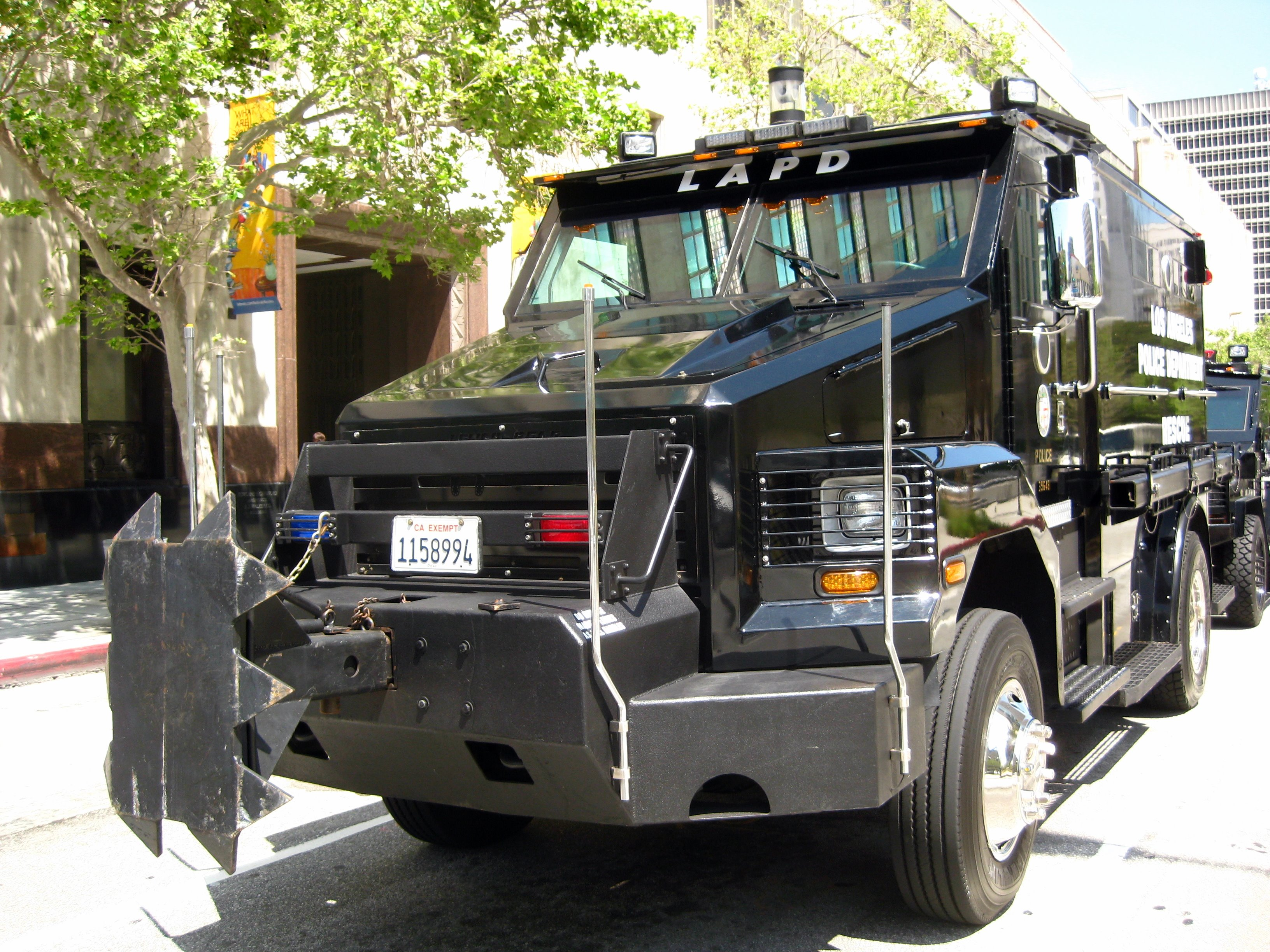
Polizei Los Angeles S.W.A.T. 'Rescue 1' B.E.A.R mit Rammbockaufsatz

BearCats in verschiedenen Konfigurationen werden von den folgenden Behörden und Abteilungen auf der ganzen Welt verwendet, wobei allein in den Vereinigten Staaten über 500 davon im Einsatz sind.[3]
Australien
- Bundespolizei –Spezialisierte Reaktionsgruppe[8]
- Polizei New South Wales – Spezialeinheit ×3 ( Ein Modell jeder Variante 2003, 2012 und 2018 )[9][10]
- Grenzpolizei Polizei Northern Territory – Reaktionsgruppe[11][12]
- Polizei Queensland – Spezielles Notfallteam ×2[13]
- Polizei South Australia – Spezialaufgaben- und Rettungsgruppe[14]
- Polizei Tasmania – Spezialeinsatzgruppe[15][16]
- Polizei Victoria – Spezialeinsatzgruppe ×2 (2018er Variante) und Team für die Reaktion auf kritische Vorfälle x1 (2013er Variante)[17][18]
- Polizei Western Australia – Spezialeinsatzgruppe ×2[19][20]

Bangladesch
- Polizei Bangladesch
- Bangladesch Ansar
- Grenzpolizei Bangladesch

Belgien
- Polizei Antwerpen[21][22]

Brasilien
- Militärpolizei von Goiás State – Bataillon für Spezialoperationen[23]

Kanada
- Polizei Ottawa  – Taktische Einheit[24]
- Polizei Saskatoon – Notfall Einsatz Team[25]

Dänemark
- Polizei Aktionsstyrke[26]

Luxemburg
- Police grand-ducale

Ungarn
- Zentrum zur Terrorismusbekämpfung

Mexiko
- Attorney General's Office (México) - Fahrzeug für den Transport von Wichtigen Personen oder Gefangenen
- Polizei von Tijuana – 1 Bearcat LE, im Bereich Spezialeinheit SWAT

Marokko
- Moroccan Auxiliary Forces – 88 BearCat gepanzerte Fahrzeuge in den Varianten Aufstandsbekämpfung, Truppentransport, Kommunikation, Konvoischutz und SWAT.[27]
- BCIJ (Bureau Central d'Investigations Judiciaires), Marokkanischer Inlandsgeheimdienst und Spezialeinheiten

Niederlande
- Nationalpolizei - Mehrere Lenco BEARs und Lenco BearCats im Einsatz beim Dienst Speciale Interventies (Dienst für spezielle Interventionen). Ein Polizeidienst, der sowohl aus Militär- als auch aus Polizeipersonal besteht und auf Terrorismusbekämpfung, die Festnahme von Personen, Flugzeugentführungen und Geiselnahmen spezialisiert ist. Dazu gehören auch Bediener des M-Geschwaders der NLMARSOF, Spezialeinheiten des niederländischen Marinekorps, die unter dem DSI-Kommando für inländische Anti-Terror-Operationen auf niederländischem Boden stehen und auf groß angelegte und komplexe Interventionen spezialisiert sind.[28]

Serbien
- Serbian Armed Forces - Militärpolizei[29]

 Südkorea
- Spezialeinheit der Nationalpolizei[30]

Taiwan

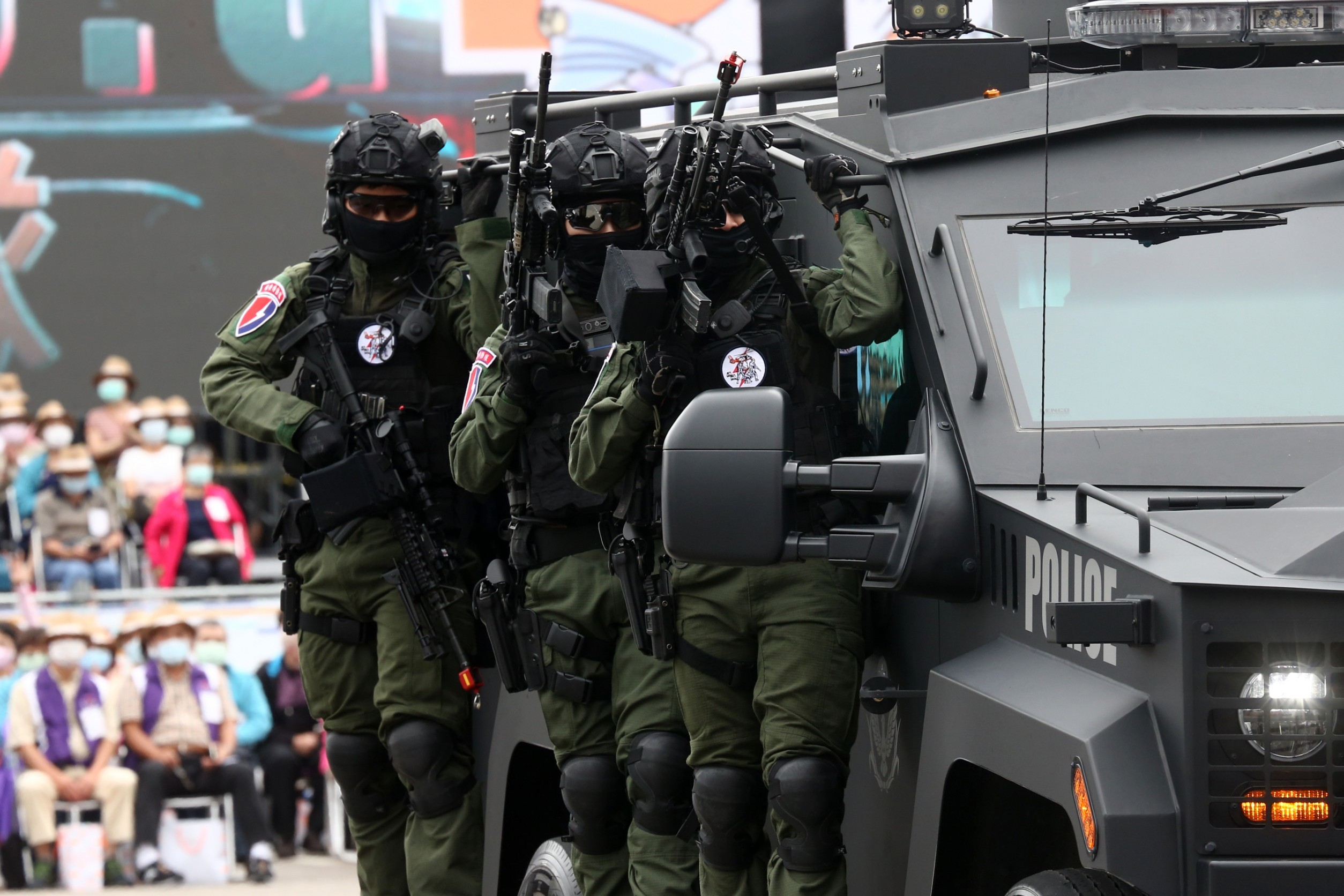
National Police Agency Special Operations Group and Lenco BearCat

- National Polizei (Taiwan) - Spezialeinsatzgruppe der Nationalen Polizeibehörde[31]

Vereinigte Staaten
Strafverfolgung
- Federal Bureau of Investigation – Special Weapons and Tactics Teams[33]
- United States Department of Energy Over 80 Lenco BearCats on (8) DoE Sites[32]
- United States Park Police[34]
- Kennedy Space Center – Emergency Response Team[35]

- Alaska State Troopers – 3[36]
- Bergen County Regional SWAT team
- Berrien County Sheriff's Office SWAT
- Bloomington Police Department[37]
- Boulder County Sheriff[38]
- Burbank Police Department – S.W.A.T[39]
- Central Bucks Emergency Response Team[40]
- Chicago Police Department – S.W.A.T[41]
- Clackamas County Sheriff's Office, CCSO SWAT. Clackamas County, OR x 1 Bearcat
- Concord, New Hampshire, Police Department[42]
- Dallas Police Department (Texas) – S.W.A.T x 2[43]
- Denver Police Department – S.W.A.T[44]
- Des Moines Police Department; Des Moines, IA[45]
- Douglas County (CO) Sheriff -SWAT
- Edmond Oklahoma Police Department - SWAT[46]
- Erie (PA) Bureau of Police[47]
- Honolulu Police Department – Specialized Services Division[48]
- Hudson County Sheriff's Department – S.W.A.T[49]
- Humboldt County (CA) Sheriff's Department[50][51]
- Kansas Highway Patrol - Special Response Team and Mobile Field Force
- Keene, New Hampshire Police Department- S.W.A.T.
- Louisiana State Police – S.W.A.T[52]
- Los Angeles County Sheriff's Department – Special Enforcement Bureau ×6 (One B.E.A.R, three BearCats, two Paramedic or MedCats)[53]
- Los Angeles Police Department – S.W.A.T ×4 (One B.E.A.R, two BearCats and one MedCat variant)[54]
- Lower Columbia SWAT, Cowlitz, Clark, Skamania, and Wahkiakum Counties – Washington State.[55]
- Miami Dade Police Department – S.R.T[56]
- Miami-Dade Police Department Special Response Team[57]
- Michigan State Police - Emergency Response Team
- Montrose County Colorado sheriff department
- St Louis Metro Police Department– S.W.A.T[58]
- New Mexico State Police – Tactical Team[59]
- New York City Police Department Emergency Service Unit ×2[60][61]
- North Haven CT Regional SWAT Team patch.com
- Northeast Massachusetts Law Enforcement Council (NEMLEC)
- Oakland County Sheriff's Office - S.W.A.T.[62]
- Oklahoma County Sheriff's Office - S.W.A.T.[63]
- Orlando Police Department
- Pasadena Police Department – S.W.A.T[64]
- Passaic County Sheriff's Department – S.W.A.T[65]
- Portland Police Bureau (PPB), Special Emergency Response Team, Portland, OR x 2 Bearcats, 1 Medcat
- Portland Port Authority (PPA), Special Emergency Response Team, Portland, OR x 2 Bearcats
- Prince William County Police Department SWAT[66]
- Unified Police Department of Greater Salt Lake[67]
- Riley County, KS Police Department[68]
- San Diego Police Department (California) – S.W.A.T[69]
- San Francisco Police Department – S.W.A.T[70][71]
- Santa Barbara Police Department[72]
- Seaside Police Department (California)[73]
- Southeast Idaho SWAT team[74]
- St. John the Baptist Parish Sheriff's Office – Crisis Management Unit (CMU)[75]
- Stockton Police Department (California) – S.W.A.T[76]
- York County (Pennsylvania) Quick Response Team[77][78]
- Walworth County Sheriff's Office (Wisconsin)[79]
- Bellevue Police Department, Washington - SWAT
- Henry County, IN SWAT

Militär
- United States Air Force 91st Security Forces Group[80]
- United States Air Force Global Strike Command – (6) Air Force Bases – 60 BearCats for Nuclear Missile Convoy Protection[32]
- Marine Corps Security Force Regiment[81]
- United States Army BearCats used for US Army Military Police Special Reaction Teams[32]
  - Fort Carson, CO
  - Fort Hood, TX
  - Fort Riley, KS
  - Fort Bragg, NC
  - US Army, 94th MP BN Korea
- United States Navy SWFPAC & SWFLANT (Strategic Weapons Facilities / Pacific & Atlantic – Over 100 BearCats for Perimeter Patrol & Security)[32]